# Grober Knüppel
Grober Knüppel ist eine deutschsprachige Hardcore-Band aus dem Ruhrgebiet. Musikalisch orientieren sich Grober Knüppel an Hardcore, Punk, Metal und dem Hip-Hop der 1990er-Jahre.

## Geschichte
Gegründet wurde Grober Knüppel 2006 von Van der Lubbe (eigentlich Hendrijk Vangerow, Gesang), Chewie T (Gitarre) und Maciste (Schlagzeug). Van der Lubbe sang zuvor bei den Bands Lemming Project und Sons of Tarantula. Außerdem spielte er noch Schlagzeug bei Pestsau.
Mit den ersten Demoaufnahmen unterschrieb die Band einen Plattenvertrag bei Asphalt Records und veröffentlichte 2008 das Album Der Hölle ein Licht. Es folgten Tourneen und etliche Konzerte, u. a. mit 9mm, Kärbholz und Pro-Pain.
Ende 2009 verließ Chewie-T, der maßgeblich am Songschreiben beteiligt war, die Band. Mit dem Live-Gitarristen Tyson wurden die noch anstehenden Konzerte absolviert. Im Sommer 2010 kam es zur Trennung. Das bis dahin halbfertige Nachfolgealbum Unbeugsam wurde nun von Snake und Van der Lubbe zu Ende geschrieben und aufgenommen. Im Oktober 2010 erschien das Album als limitiertes Digipack, war nach wenigen Wochen vergriffen und schaffte es schließlich im Januar 2011 in die Metal-Rock-Charts Germany auf Platz 14.
Seit 2014 ist die Band Grober Knüppel mit neuer Besetzung wieder aktiv. Zusätzlich wurde 2014 das neue Album Angepisster deutscher Albtraum veröffentlicht. Im März 2023 erschien das fünfte Album der Band mit dem Titel Keine Gefangenen !!.

## Diskografie
- 2008: Der Hölle ein Licht (Asphalt Records)
- 2010: Unbeugsam (Asphalt Records)
- 2011: Mit Liebe... aber nicht auf die lockere Tour (EP, Asphalt Records)
- 2014: Angepisster deutscher Albtraum (Asphalt Records)
- 2018: Futter für die Aussortierten (Asphalt Records)
- 2023: Keine Gefangenen !! (Asphalt Records)